# Phrurotimpus dulcineus
Phrurotimpus dulcineus är en spindelart som beskrevs av Willis J. Gertsch 1941. Phrurotimpus dulcineus ingår i släktet Phrurotimpus och familjen flinkspindlar. Inga underarter finns listade i Catalogue of Life.